# Palk Bay
Palk Bay är en vik i Sri Lanka. Den ligger i den nordvästra delen av landet, 290 km norr om huvudstaden Colombo.